# Rosemary Lassig
Rosemary Lassig (Australia, 10 de agosto de 1941-1 de noviembre de 2017) fue una nadadora australiana especializada en pruebas de estilo libre, donde consiguió ser subcampeona olímpica en 1960 en los 4 x 100 metros estilos.

## Carrera deportiva
En los Juegos Olímpicos de Roma 1960 ganó la medalla de plata en los relevos de 4 x 100 metros estilos, con un tiempo 4:45.9 segundos, tras Estados Unidos (oro) y por delante de Alemania (bronce); sus compañeras de equipo fueron las nadadoras: Marilyn Wilson, Jan Andrew y Dawn Fraser.